# معاهده پاریس (۱۸۵۷)
معاهده پاریس (۱۸۵۷) در ۴ مارس ۱۸۵۷ میلادی برابر با ۱۳ اسفند ۱۲۳۵ خورشیدی پس از نبردهای ایران و انگلستان بر سر مسئله هرات جهت صلح بین دو کشور در پاریس منعقد گردید. طرف مذاکره‌کننده ایرانی فرخ خان غفاری بود.
براساس این معاهده، ایرانیان توافق کردند که سپاه خود را از هرات خارج کنند، در هنگام بازگشت سفیر انگلیس به ایران از او عذرخواهی کنند و یک قرارداد تجاری استعماری را نیز بپذیرند و یک سری امتیازات سرزمینی به سلطان مسقط که در آن زمان متحد انگلیس بشمار می‌آمد بدهند. انگلستان نیز متعهد شد که دیگر مخالفان شاه را در سفارت خود پناه ندهد.

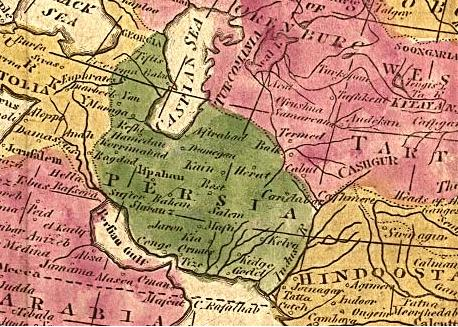
سرزمین ایران در سال ۱۸۰۸ میلادی براساس نقشهٔ بریتانیا، پیش از شکست خوردن از روسیه و از دست‌دادن سرزمین‌های شمالی در سال ۱۸۱۳ میلادی (عهدنامه گلستان) و از دست دادن هرات توسط انگلستان (معاهده پاریس) در سال ۱۸۵۷ میلادی.

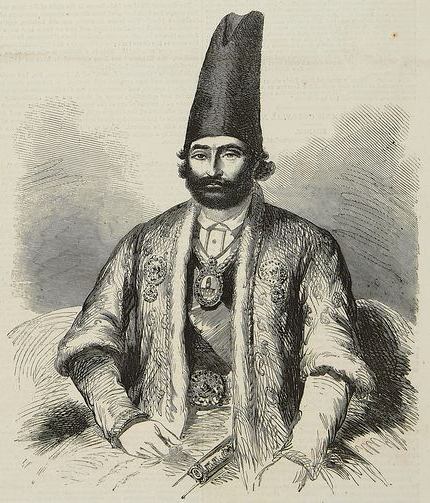
تصویر فرخ خان در هفته نامه «اخبار مصور لندن»، ۱۸۵۷

انگلیس با تصرف بخش‌هایی از جنوب ایران (بنادر خرمشهر و بوشهر و جزایر جنوب در خلیج فارس) ناصرالدین شاه قاجار را مجبور به قبول قرارداد پاریس (۱۸۵۶) کرد. بر طبق این پیمان، ایران از ادعای خود بر هرات چشم‌پوشی کرد و هرات در ۱۸۶۳ به امارت افغانستان ملحق گشت و ایران موجودیت این کشور را به رسمیت شناخت. همچنین ایران پذیرفت که در صورت هرگونه مناقشه با افغانستان فقط انگلستان را به عنوان میانجی‌گر بپذیرد.

## جدایی هرات از ایران

### اهمیت استراتژیک
در دوران معروف به بازی بزرگ مأموران بریتانیایی در هرات فعال بودند و از جدایی هرات از حکومت ایران پشتیبانی می‌کردند.
افزایش توجه روسیه به ایران و افغانستان بیش از پیش انگلیس را نگران کرد؛ زیرا افغانستان پل ارتباطی به سوی مستعمرات این کشور یعنی هندوستان بود. از این رو حفظ هرات و نفوذ سیاسی و اقتصادی بر آن، به یکی از موضوعات محوری در سیاست انگلیس تبدیل شد که ریشه‌های آن در دوره ناصرالدین شاه کاشته شد.

### تاریخچه شورشها
اما از اوایل حکومت فتحعلی شاه، شورش‌هایی در هرات توسط افغان‌ها و با حمایت انگلستان بر ضد حکومت مرکزی قاجار رخ داد که هربار سرکوب شد. در دوره محمدشاه نیز حاکم هرات از اجرای فرمان حکومت مرکزی خودداری کرده و به همین دلیل باعث شد تا شاه در پی احیای حاکمیت خود بر هرات باشد. با اینکه وزیرمختار انگلیس در نامه‌ای به دولت خود در سال ۱۲۵۲ ش مقصر بودن امیر هرات و محق بودن دولت ایران را تأیید کرده بود، دولت انگلیس محمدشاه را از تصرف هرات منع کرد؛ البته محمدشاه بدون توجه به نظر انگلستان، هرات را محاصره و به تصرف خود درآورد و حاکمیت ایران بر هرات را احیا کرد.
پس از این قضیه، حاکمیت سیاسی ایران بر افغانستان تا زمان ناصرالدین شاه حفظ شد و حاکم هرات نیز به حکومت مرکزی ایران اعلام وفاداری نمود.

### نقش میرزا آقاخان نوری
در زمان صدارت میرزا آقاخان نوری، سندی از سوی شاه امضا شد که طی آن ایران متعهد گردید تنها در صورتی که نیروهایی از قندهار و کابل یا نقاط دیگر به هرات تجاوز کنند، قشونی برای دفاع از آن شهر بفرستد و پس از دفع دشمن نیروها را به کشور بازگرداند.
این سند تا حدودی حاکمیت سیاسی ایران بر هرات را خدشه‌دار کرد، اما پس از این اتفاقات و روی کار آمدن محمدیوسف میرزا در هرات، حاکم کابل به تحریک انگلیس دست به شورش زد. در این شرایط محمدیوسف میرزا از حکومت مرکزی درخواست کمک کرد و ناصرالدین شاه هم با اعزام نیرو شورش‌ها را سرکوب کرد اما از آنجا که ایرانیان به عنوان فاتح وارد هرات شده و نسبت به اهالی شهر رفتار بدی داشتند محمدیوسف خان از کار خود پشیمان شد و به آن اعتراض کرد. به همین دلیل یوسف خان تلاش کرد با ایجاد شورش، سپاه ایران را از هرات بیرون کند که در نهایت با حمله سپاه ایران تسلیم شد و جای خود را به امیر جدید، عیسی خان داد که وی هم در نهایت به سرنوشت یوسف خان دچار شد. در چنین شرایطی انگلیس به هرات حمله کرد و ایران را در شرایط نامناسبی قرار داد. ناصرالدین شاه وقتی در عمل انجام شده قرار گرفت، به توصیه دولت‌های روسیه و فرانسه به نیروهای ایرانی دستور ترک هرات را داد و تقاضای صلح کرد.
هنگامی که دوست محمد خان حاکم وقت قندهار و کابل در سال ۱۸۵۵میلادی (۱۲۳۴ش) هرات را تصرف کرد، ناصرالدین شاه قاجار دستور لشکرکشی به هرات را صادر کرد. هرات شهر مورد مناقشه بین ایران، روس و بریتانیا بود. با تصرف هرات توسط ایران، دولت وقت انگلیس به ایران اعلام جنگ کرد. چون دولت ایران نسبت به پاسخ انگلیس بی‌تفاوت بود، انگلیس در سال ۱۸۵۶م به بوشهر حمله کرد و برای فشار بر ایران برای خروج از هرات، آن را اشغال کرد. در آن زمان محمد کریم خان کرمانی با نوشتن کتابی با عنوان «ناصریه» مردم را به مقاومت در برابر اشغال انگلیس تشویق کرد.
این اشغال با معاهده پاریس در سال ۱۸۵۷ پایان یافت. ایران متعهد شد که از هرات خارج شود و افغانستان را به رسمیت بشناسد، بنابراین نیروهای انگلیس بوشهر را ترک کردند. در ۱۲ ژوئن ۱۸۵۷، کارل مارکس در حالی که در لندن اقامت داشت، مقاله‌ای با عنوان «پیمان پارس» نوشتو از هر دو بند عهدنامه ۱۸۵۷ پاریس و از انگلیس برای اشغال بوشهر و مناطق جنوبی ایران انتقاد کرد.

## قرارداد
انگلیس در ابتدا شرایطی را برای صلح اعلام کرد که با مخالفت ایران روبرو شد. بر اساس شرایط اعلان شده از سوی انگلستان، باید شهر هرات از قوای ایران تخلیه شود و خسارات وارده به مردم این شهر جبران می‌شد. سایر شروط نیز شامل تعهد دولت ایران به دخالت نکردن در امور هرات، عزل میرزا آقاخان نوری از صدارت، مجاز بودن انگلیس به ایجاد کنسولگری در شهرهای ایران، انعقاد پیمان تجاری ایران و انگلیس و واگذاری بندرعباس به امیر مسقط و عمان بود. ناصرالدین شاه زیر بار این شروط نرفت و از فرانسه درخواست وساطت نمود تا انگلیس را مجبور به صلح کند که در نهایت با میانجیگری فرانسه، مذاکرات صلح میان انگلیس و ایران در پاریس آغاز شد و به معاهده پاریس در پانزده فصل منجر شد.
نماینده ایران در این مذاکرات فرخ خان غفاری و نماینده انگلیس لرد کاولی بود و میرزا آقاخان نوری نیز در جریان این معاهده قرار گرفت و خدمات زیادی را در راستای تحقق اهداف انگلیس به آن ارائه کرد.
با نهایی شدن معاهده پاریس و امضای آن، ایران ملزم به رعایت شروطی شد که مهم‌ترین آنها عبارتند از:
1. تخلیه خاک ایران و افغانستان از طرف قوای انگلیس و ایران
2. عفو کسانی که تا آن تاریخ با انگلیسی‌ها همکاری داشته‌اند
3. ترک دعاوی ایران نسبت به افغانستان و شناختن استقلال آن کشور
4. در اختلافات آتی ایران و افغانستان دولت انگلیس حکم باشد
5. حل موضوعات کنسولی و حقوق دولت کامله‌الوداد
6. کنترل تجارت غلام و کنیز در خلیج‌فارس توسط انگلیسی‌ها
7. استرداد اسیران جنگی و مداخله نکردن ایران در امور افغانستان

با امضای این معاهده هرات رسماً از خاک ایران جدا شد تا لطمه‌ای بزرگ را بر پیکره حاکمیت سیاسی ایران وارد کند؛ اگرچه لطمه اصلی و نهایی توسط استعمارگران زده شد، اما نمی‌توان منکر ضعف سیاسی سیاستمداران قاجار شد.